# Jackson Kipkoech Kotut
Jackson Kipkoech Kotut (* 12. Februar 1988 in Kapsabet) ist ein kenianischer Marathonläufer.
2008 wurde er in 2:10:57 h Dritter beim Tiberias-Marathon, den er im darauffolgenden Jahr mit dem Streckenrekord von 2:08:07 h gewann. Im selben Jahr folgten ein fünfter Platz beim Rotterdam- und ein elfter beim New-York-City-Marathon. 
2010 verbesserte er beim Barcelona-Marathon mit 2:07:30 den Streckenrekord um mehr als zwei Minuten und lief die bislang schnellste Zeit auf spanischem Boden.
Kotut wurde von Mike Kosgei trainiert und von PACE Sports Management betreut.

## Persönliche Bestzeiten
- Halbmarathon: 1:02:37 h, 5. April 2009, Rotterdam
- Marathon: 2:07:30 h, 7. März 2010, Barcelona